# Hays (Kansas)
Hays es una ciudad ubicada en el de condado de Ellis en el estado estadounidense de Kansas. En el año 2020 tenía una población de 21.116 habitantes y una densidad poblacional de 1.041,12 personas por km². Es ciudad universitaria, pues alberga la Fort Hays State University.

## Geografía
Hays se encuentra ubicada en las coordenadas 38°52′46″N 99°19′20″O / 38.87944, -99.32222 (38.879399, -99.322277).

## Demografía
Según la Oficina del Censo en 2000 los ingresos medios por hogar en la localidad eran de $31.501 y los ingresos medios por familia eran $45.552. Los hombres tenían unos ingresos medios de $30.022 frente a los $21.793 para las mujeres. La renta per cápita para la localidad era de $18.565. Alrededor del 14,9% de la población estaba por debajo del umbral de pobreza.

## Historia
Antes del desplazamiento de los pueblos originarios, el sitio era territorio de tribusArapaho, Kiowa y Pawnee. En primer lugar fue reclamado por Francia, como parte de Luisiana y posteriormente fue adquirido por los Estados Unidos, luego de la compra de Luisiana, en el año 1803. Se encontraba dentro del área protegida por Estados Unidos como territorio de Kansas en 1854. En el año 1861 Kansas se convirtió en estado y en 1867 el gobierno estatal delimitó el área circundante como Ellis Country.